# 나사우가

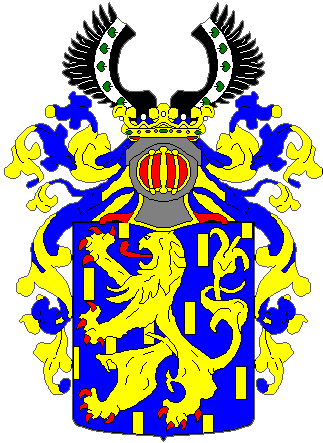
13세기부터 사용된 나사우가의 문장

나사우가(House of Nassau)는 유럽의 다양한 귀족 왕조이다. 현재의 독일 라인란트팔츠주 나사우에 있는 나사우성과 관련된 영주권의 이름을 따서 명명되었다.